# Tonyina
|  | Aquest article tracta sobre l'espècie Thunnus thynnus. Vegeu-ne altres significats a «Tonyina (desambiguació)». |

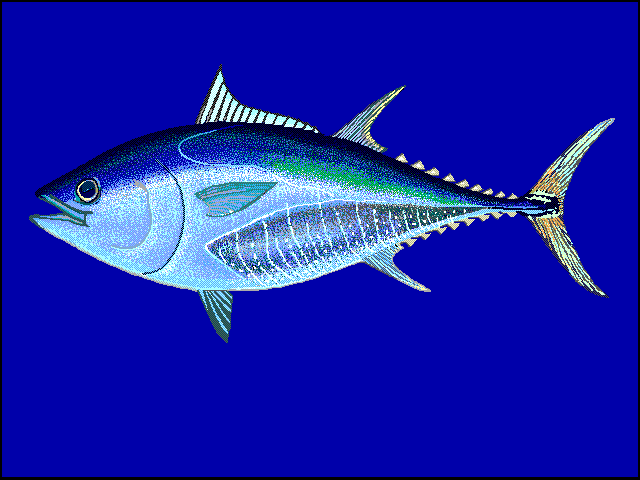
Tonyina

La tonyina o tonyina rosa o tonyina vermella (Thunnus thynnus) és una espècie de peix teleosti de la família dels escòmbrids i de l'ordre dels perciformes. La forma jove es denomina golfàs. La tonyina es distribueix per l'Atlàntic nord i el Mediterrani. Es considera extingida en el mar Negre. La tonyina s'ha pescat des de l'Antiguitat per al consum humà. La pesca de la tonyina al Mar Mediterrani no és actualment una de les pesqueres més lucratives del món i els exemplars de millor qualitat s'exporten al mercat japonès de peix cru (sushi i sashimi). La forta pressió pesquera ha fer que l'abundància de la població hagi disminuït de manera alarmant, en un 72% en els darrers 40 anys, i es classifiqui a nivell "en perill", segons l'Apèndix I del tractat CITES.

## Taxonomia
Les tonyines del gènere Thunnus pertanyen a la tribu Thunnini de la família dels escòmbrids, amb altres gèneres de "túnids", com Allothunnus, Auxis, Euthynnus i Katsuwonus. La tonyina (T. thynnus) està estretament relacionada amb dues espècies del gènere Thunnus (tonyines en sentit estricte): la tonyina del sud (Thunnus maccoyii) i la tonyina del Pacífic (Thunnus orientalis, fins fa poc considerada una subespècie de T. thynnus), i de manera més llunyana a altres tonyines, com Thunnus obesus o Thunnus albacares.

## Morfologia
El cos de la tonyina té un perfil romboïdal i robust. La tonyina té el cap cònic i la boca grossa. El cos presenta un color blau fosc al dors i, en canvi, és gris-argentat a la zona ventral, amb iridescències daurades a tot el cos. Les pínnules caudals són grogues. Aquesta espècie es distingeix d'altres espècies de "túnids" per les seves aletes pectorals relativament curtes. Els individus madurs (a partir dels 5 anys al Mediterrani) fan de 2 a 2,5 m de llarg i pesen de 225 a 250 kg. Els mascles poden assolir els 458 cm de longitud total i els 684 kg de pes. S'estima que els individus més vells poden assolir 50 anys, encara que l'edat màxima registrada ha estat de 15 anys.

### Circulació
Com altres escòmbrids, la tonyina té un sistema circulatori molt eficient. A més té una de les concentracions d'hemoglobina més alta dels peixos, que li permet lliurar oxigen a les cèl·lules musculars de manera ràpida.

### Termoregulació
La tonyina manté la temperatura corporal elevada, que li permet mantenir la musculatura calenta tant per la natació ràpida com per a velocitat de creuer.

## Distribució geogràfica
Es troba a l'Atlàntic occidental (des del Canadà, el Golf de Mèxic i el Carib fins al Brasil i Veneçuela) i a l'Atlàntic oriental (des de les Illes Lofoten -Noruega- fins a les Illes Canàries i Mauritània, incloent-hi la Mediterrània i el sud de la mar Negra). També n'hi ha una població a Sud-àfrica. L'espècie es considera extingida a la Mar Negra degut a l'excés de pesca. L'estoc de l'Atlàntic nord i nord-est (Mar del Nord, Mar de Noruega, Skagerrak, Kattegat i Øresund) va desaparèixer a principis del segle XX degut a l'excés de pesca, que va ser molt elevada durant els anys 1920-1930. Aquest és un dels primers casos de col·lapse ecològic documentat en grans peixos marins: en els anys 1920 l'espècie es trobava present en tots els taulells de les peixateries europees i es venia a preus baixos, però als anys 1940 n'havia desaparegut. Els exemplars eren grans: les tonyines que es pescaven als anys 1920 pesaven de 40 a 700 kg (el pes mitjà era de 50 a 100 kg). Actualment romanen dos estocs principals de tonyina: el de l'Atlàntic (estoc occidental) i el de la Mediterrània (estoc oriental). L'estoc occidental es troba en bon estat de conservació i es reprodueix al golf de Mèxic i l'estoc oriental es reprodueix a la Mediterrània.

## Cicle de vida
La tonyina té una durada de vida llarga (amb estimacions d'edat màxima que varien de 20 a 50 anys) i madura a una edat relativament avançada: s'estima que els individus de l'estoc mediterrani esdevenen adults als 4 o 5 anys, mentre que en l'estoc occidental els individus comencen a fresar a partir dels 8 anys. A la Mediterrània, la tonyina fresa a l'estiu, sobretot durant els mesos de juny i juliol. Com en la majoria dels peixos teleostis, dels ous se'n desenvolupa una larva de vida pelàgica. A diferència d'altres peixos, però, les larves i joves de tonyina creixen de manera extraordinàriament ràpida: els individus nascuts al mes de juny a la Mediterrània poden assolir els 40 cm i un quilogram de pes a l'octubre, quan tenen quatre mesos d'edat.

## Pesca i sobrepesca
És una espècie molt apreciada pels consumidors, sobretot en el mercat japonès. Encara que es paga a 5-10 €/kg als productors mediterranis, el seu preu pot augmentar a 30-70 €/kg durant l'engreix en gàbies. El 2010 es van arribar a pagar 30000 € per un exemplar de 200 kg. El 2013 un comerciant japonès va pagar 1,76 milions de dòlars per un exemplar de 222 kg, però actualment els preus que es paguen al Japó per la tonyina han disminuït. El gran valor econòmic de la tonyina i les tècniques modernes de captura han fet que els estocs de tonyina, especialment l'estoc mediterrani, es trobin fortament sobreexplotats i en perill de col·lapse, segons l'ICCAT i les organitzacions ecologistes. Les darreres avaluacions científiques, però, apunten al recuperament de l'estoc mediterrani.

## Pesca
Abans del segle xx, la tonyina es pescava a la Mediterrània per mitjà d'almadraves. Durant el segle XX es desenvolupen diferents tècniques de pesca, cada vegada més sofisticades (pesca amb canya i esquer viu, "cacea", xarxes de deriva, encerclament), que provoquen en molts casos un excés de pesca sobre els estocs de tonyina.

## Interèsgastronòmic
La tonyina es consumeix fresca o en conserva. La seua carn és ferma, agradable al paladar i nutritiva. Conté olis omega-3 molt importants per a una nutrició equilibrada. La tonyina en llauna, conservada en oli o salmorra, és ideal per preparar amanides i entrepans, en aquesta forma és molt apreciada als Estats Units, però s'ha estès arreu del planeta, fet que ha fet que alguns experts alertin sobre la sobreexplotació de la pesca d'aquesta espècie. El destí comercial de la majoria de la tonyina pescada a la Mediterrània és el mercat japonès, on es consumeix fresca.
A Espanya es menja sovint fresca en plats com la "tonyina amb samfaina", "tonyina amb pebrots" o també en escabetx.

## La tonyina i el mercuri
La tonyina, i altres peixos (per exemple el panga) que es troben a la part superior de la cadena tròfica, acumulen mercuri sota la forma de metilmercuri. L'Agència Espanyola de Seguretat Alimentària, a partir de juliol de 2011, va passar de recomanar, en embarassades i infants petits, una ingestió màxima de tonyina i peixos com el peix espasa i caçó de 100 grams a la setmana a recomanar que s'abstinguessin del seu consum. El metil mercuri és altament tòxic i ingressa en els peixos a través de l'aigua on neden, a més de per la ingestió d'altres peixos més petits. Com més grans i més vells siguin els peixos, més contingut de mercuri tindran.
Nivells alts de mercuri poden ser perjudicials per al desenvolupament del cervell del fetus. A més de mercuri també s'acumulen en els peixos els bifenils policlorats (BPCs)